# Before the Fall
Before the Fall ist eine österreichische Metalcore-Band aus Wien.

## Geschichte
Before the Fall wurde 2005 von Michael Kronstorfer (Gesang, Gitarre) und Rudolf Obermann (Gitarre) gegründet. Zusätzlich waren Hannes Schweiger (Bass) und Philip Deniflee (Schlagzeug) in der Ursprungsbesetzung. Bereits ein Jahr nach der Gründung bekam die Band einen Plattenvertrag bei dem österreichischen Label Noisehead Records.
Im Dezember 2006 erschien ihr Debütalbum From Mutism to Riddance. Ihr Stil ist sowohl vom Death Metal, Thrash Metal als auch vom Hardcore Punk beeinflusst, dessen Mischung heute gerne auch als Deathcore/Metalcore bezeichnet wird. Einflussreiche Bands sind unter anderem Meshuggah, Pantera, Carcass und Fear Factory.
2007 spielten sie unter anderem auf dem SummerNights Festival, auf dem Metalcamp in Slowenien und auf dem Rock Hell Festival. Mit dem Wechsel zum deutschen Plattenlabel Twilight Records im Oktober 2007 ging die Band mit dem holländischen Death-Metal-Urgestein Gorefest auf Europa-Tournee.
Live-Aktivitäten 2008 waren unter anderem ein Auftritt am Summer Nights-Festival und dem Metal-Opening im Gasometer Wien mit Heaven Shall Burn. 2012 formiert sich die Band nach einigen Umbesetzungen völlig neu und holt mit Luca Boccia (Schlagzeug), Ljubo Lukic (Gitarre) und Phillip Puk (E-Bass) gleich drei neue Mitglieder an Bord. 
Anfang 2011 stellt die Band ihr zweites Studioalbum, Antibody, fertig, welches von Michael Kronstorfer selbst produziert und von Top Produzent Tue Madsen (Hatesphere, Dagoba, Heaven Shall Burn, Sick of It All, Mnemic, Aborted etc.) gemixt und gemastert wurde. Die Band hat mit drei Gitarristen ein eher unübliches Studio-Line-up, Sänger Michael Kronstorfer spielt jedoch bei Live-Auftritten seine Gitarre nicht.
Seit 2009 widmet sich Sänger Michael Kronstorfer zusätzlich seiner Tätigkeit als Produzent und betreibt seit 2012 das Metalforge Studio in Wien.

## Diskografie
- 2006: From Mutism to Riddance (Album, Noisehead Records; 2007 Re-Release Twilight Records)
- 2011: Antibody (Album, Noisehead Records)